# Кесебир
Кесебир (ново неофициално име Вировица) е река в Южна България, област Кърджали, общини Кирково и Крумовград, ляв приток на река Крумовица, от басейна на Арда. Дължината ѝ е 31 km. Отводнява най-западните части на рида Мъгленик и южните части на Стръмни рид в Източните Родопи.
Река Кесебир извира под името Реката на 863 m н.в. в най-западната част на рида Мъгленик в Източните Родопи, на 1,3 km на север-североизток от прохода Маказа. Тече в североизточна посока в тясна и дълбока долина с множество меандри. Влива се отляво в река Крумовица (от басейна на Арда) на 231 m н.в., на 900 m североизточно от махала Синап на село Скалак, община Крумовград.
Реката има тесен и слабозалесен водосборен басейн, като площта му е 125 km2, което представлява 18,6% от водосборния басейн на река Крумовица.
Основни притоци: → ляв приток, ← десен приток
- ← Оситско дере
- ← Калабатско дере
- → Кечедере
- ← Алидере

Река Кесебир е с основно дъждовно подхранване, като максимумът е през януари, а минимумът – септември. Среден годишен отток при село Кандилка 2,5 m3/s.
По течението на реката са разположени 5 села:
- Община Кирково – Стрижба, Тихомир, Малкоч;
- Община Крумовград – Бук, Скалак.

Водите на реката масово се използват през летните месеци за напояване на стотиците декари тютюневи насаждения по долината ѝ.

## Топографска карта
- Лист от карта K-35-88. Мащаб: 1 : 100 000.
- Лист от карта K-35-99. Мащаб: 1 : 100 000.
- Лист от карта K-35-100. Мащаб: 1 : 100 000.